# 朱亚丽
亚丽（1983年1月5日—），全名朱亚丽，中国大陸新晋女主持人。

## 生平
亚丽毕业于浙江传媒学院播音系，曾任湖南电视台节目主持人，主持民生节目《播报多看点》、《世界大不同》、《直播大事件》及《都市地产》。2009年转投浙江卫视，在6频道主持《1818黄金眼》，2012年首次涉足综艺节目，成为浙江衛視第四季《中国梦想秀》主持，她与周立波的搭档和互动被外界大为称赞，因而开始走红。
2013年，亚丽在十位女主持中脱颖而出，加入《转身遇到TA》与沈涛搭档。。

## 电视节目
- 湖南卫视《播报多看点》
- 湖南卫视《世界大不同》
- 湖南卫视《都市地产》
- 浙江民生《1818黄金眼》
- 浙江卫视《中国梦想秀》
- 浙江卫视《转身遇到TA》

## 影视作品
- 悬疑推理电视连续剧《暗夜心慌慌》
- 都市情感剧《走过路过莫错过》
- 《丑女无敌》第二季
- 《丑女无敌》第三季
- 电视剧《今生今世》

## 恋情传闻
亚丽自从主持《中国梦想秀》後人气急升，观众开始关注她的微博评论与留言，发现她與中国足队國家隊长隊长杜威來往甚密，疑似恋情浮出水面。该恋情得到浙江卫视内部工作人员的证实，亚丽朋友透露是杜威主动追求亚丽。亚丽对于传闻表示称杜威确实和她有互动，但双方只是普通朋友，目前自己仍单身。。
2013年《转身遇到TA》节目中，亚丽亦公开要求搭档沈涛能助她“脱光”。。